# Condado de Hillsborough (Nova Hampshire)
O Condado de Hillsborough (em inglês:  Hillsborough County) é um dos 10 condados do estado norte-americano de Nova Hampshire. Tem duas sedes de condado: Manchester e Nashua, e a sua maior cidade é Manchester. Foi fundado em 1769 e o seu nome é uma homenagem a Wills Hill, 1.º Marquês de Downshire, que foi Secretário de Estado para as Colónias.
O condado tem uma área de 2 311 km², dos quais 2 269 km² estão cobertos por terra e 42 km² por água, uma população de 400 721 habitantes, e uma densidade populacional de 176,6 hab/km² (segundo o censo nacional de 2010). É o condado mais populoso de Nova Hampshire.